# Аталанта и Хипомен
„Аталанта и Хипомен“ (на италиански: Atalanta e Ippomene) е картина, рисувана между 1620 и 1625 г. от италианския художник Гуидо Рени.
Тя е изложена в Зала 22 на Национален музей „Каподимонте“ в Неапол, Италия. Използваната техника е „маслени бои върху платно“ (264 х 192 см).

## История
Картината е копие на „Аталанта и Хипомен“, рисувана от Гуидо Рени през 1618 – 1619 г., съхранявана в музей „Прадо“, Мадрид. Не е известно кой е поръчителят на платното, но със сигурност се знае, че  е преминала през доста милански и римски колекционери, докато през 1802 г. е закупена от Бурбоните и е преместена в Неапол. В наши дни картината е изложена в Национален музей „Каподимонте“, Неапол.

## Описание
В творбата си Гуидо Рени изобразява митичните Аталанта и Хипомен (Меланион) в надбягване. Според легендата Аталанта е девойка от Беотия, дъщеря на Яс или на цар Схеней. Като участничка в Калидонския лов девойката първа поразила глигана, но на кандидатите си за женитба тя поставила условието да бъде надвита в бягане, като изгубилият трябвало да загине. Много младежи загиват, но Хипомен, който първо им се присмивал, впоследствие е пленен от красотата на момичето и решава да се надбягва с него. За разлика от своите предшественици Хипомен, подучен от Венера, използва хитрост, подхвърляйки една след друга три ябълки, за да забави Аталанта. Момичето също се влюбва в момъка и му позволява да я надбяга. Така с оказаната от Венера помощ младите се събират, но забравят за богинята и са наказани от нея, като са превърнати в лъвове.
Двете фигури са изобразени на нощен пейзаж, където цветовете на небето са идеално съчетани с цветовете на земята, като поразително подчертават двамата герои. Телата на Аталанта и Хипомен са с бледорозов тен, украсени с няколко воала, покриващи гениталиите им. Фигурите им се простират в движения, граничещи с танц, и само с един крак стъпили на земята и с лява ръка, сгъната към тялото: съвършен избор на художника, който му позволява да създаде конкретен геометричен състав, ориентиран към Барока.